# Krásnohorská Dlhá Lúka
Krásnohorská Dlhá Lúka é um município da Eslováquia, situado no distrito de Rožňava, na região de Košice. Tem 14,02 km² de área e sua população em 2018 foi estimada em 725 habitantes.

## Demografia
| Ano:        | 1994 | 2004   | 2014   | 2024   |
| ----------- | ---- | ------ | ------ | ------ |
| Broj ljudi: | 697  | 685    | 719    | 701    |
| Razlika:    |      | -1,72% | +4,96% | -2,50% |

| Ano:               | 2023 | 2024   |
| ------------------ | ---- | ------ |
| Número de pessoas: | 699  | 701    |
| Diferença:         |      | +0,28% |